# 퍼걸러

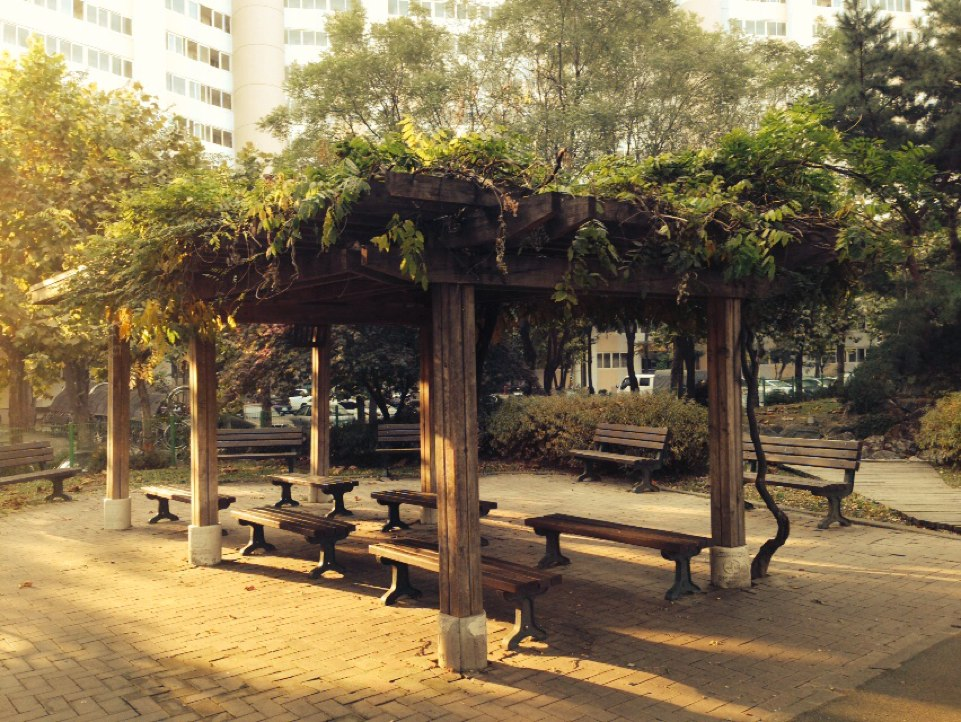
퍼걸러

퍼걸러(영어: pergola IPA: [pə́ːrɡə̂lə̌] ← 이탈리아어: pergola 페르골라[*] ← 라틴어: pergula 페르굴라[*]) 또는 파고라(일본어: パーゴラ)는 휴게시설의 일종으로 골조가 있는 지붕이 있어서 햇볕이나 비를 가릴 수 있으며 앉을 자리가 있는 시설물을 말한다.

## 개념
공공의 이익을 위한 휴게시설을 목적으로 설치된다. 또한, 목적에 합하면 설치와 운영에 따르는 법률적 제한이 없거나 매우 적다. 경치 좋은 곳에 주로 나무로 설치하는 정자와 비슷한 개념의 시설물이다.

## 부가시설
- 비를 맞지 않도록 비닐 또는 플라스틱 등의 투명한 재질의 비가림재를 시공하기도 한다.
- 자연의 나무덩쿨이 자라게 하여 비나 태양빛을 차단하게 하기도 한다.
- 자동판매기를 설치하여 각종 음료등을 판매하기도 한다. 이경우, 발생하는 폐기물을 회수하기 위한 시설을 추가로 하여야 한다.

## 건축물과 시설물의 구분
렉산등으로 시공하여 인위적인 물건이 비와 햇빛을 영구적으로 가리는 경우 지붕에 해당되어 건축물로 오인 될 수 있으나 일정 면적 이하의 시설물로 공익적인 목적등으로 설치된 경우 건축물에 포함되지 않는다. 또한 건축물에 포함되더라도 공익의 목적에 위배되지 않으면 법적인 제약을 받지 않는 것이 보통이다. 단, 정자와 같이 고정된 지붕이 존재하면 건축물로 분류된다. 고정된 지붕이 있으면 건축물로 설계하고 지방자치단체 또는 지방정부에 등록하여야 한다.

### 건축물
일반적으로 건축물이라 함은 벽과 지붕이 있어서 외부와 차단된 공간이 있고, 대지상태보다 연면적이 증가하였으면 건축물로 본다. 또한 건축물에는 임시건축물(가건물)과 건축물이 있고, 그 외에 시설물이 있다. 퍼걸러는 고정된 지붕이 없으므로 건축물로 보지 않는다.

### 시설물
고정된 지붕이 없으면 시설물로 보는데, 퍼걸러는 지붕을 갖추지 않은 경우가 대부분이다.

## 설치 장소
토지의 소유주가 해당 토지상에 설치하는 경우 별다른 제약이 없으나 도로,자연녹지 등의 건축행위가 제한된 장소에 설치하는 경우에는 해당 지자체 또는 지방정부로부터 사전에 심사를 받아서 이의가 없음을 확인 받아야 하는 경우도 있다. 그외에 건축물을 설치할 수 있는 부분에 설치하는 경우에는 별도의 제약조건이 없다.

## 같이 보기
- 파티오
- 취병